# Vandringsrättare
Vandringsrättare, sockenrättare eller (efter 1948) jordbruksinstruktörer är anställda för att resa runt och ge råd åt bönder i jordbruksfrågor, speciellt växtodling.
Titeln rättare betecknar en anställd förman vid ett större lantbruk. Men de flesta lantbruk i Sverige är mindre och har inga anställda experter, utan sköts av ägaren själv kanske tillsammans med några medhjälpare / bonddrängar.
De första vandringsrättarna anställdes på 1890-talet av Gävleborgs hushållningssällskap. Norrbottens läns hushållningssällskap anställde 1906 sockenrättare, med varsin socken som ansvarsområde, men 1907 ändrades titeln även här till vandringsrättare. Från början hade landstingen bekostat deras avlöning, men genom ett kungligt beslut 1 november 1912 gavs ett statligt bidrag till verksamheten. Det hjälpte till att sprida fenomenet till fler län. Chef över vandringsrättarna var länets jordbrukskonsulent.
För att bli vandringsrättare krävdes flerårig erfarenhet och utbildning vid lantmannaskola (ungefär motsvarande naturbruksgymnasium).
Efter hushållningssällskapens omorganisation 1948 ändrades titeln till jordbruksinstruktör. Hushållningssällskapen (ett i varje län) hade då typiskt 2-4 jordbruksinstruktörer, under ledning av en jordbrukskonsulent.
Samtidigt 1948 inrättades statliga lantbruksnämnder på länsnivå, för att underlätta jordbrukets rationalisering, och många jordbrukskonsulenter gick över dit. Där fick de titeln lantbrukskonsulent.